# Ancien pont de Gäddvik
L'ancien pont de Gäddvik (en suédois : Gamla Gäddviksbron) est un pont sur le fleuve Luleälven à Gäddvik (sv) en Suède.

## Description
L'ancien pont de Gäddvik est un pont en arc sur le fleuve Luleälven, à l'extérieur de Luleå est aujourd'hui utilisé pour le trafic local et la circulation douce.
Le pont a été achevé en décembre 1941. 
La chaussée du pont est très étroite et il y a des voies piétonnes et cyclables séparées de chaque côté.
La nuit, pour la circulation douce, le pont est éclairé par 3000 lampes .
Avant la construction de l'ancien pont, il y avait un bac qui ne pouvait pas circuler en hiver à cause des glaces. Une route fut alors construite sur la glace, mais pendant une période en automne et au printemps, la rivière ne pouvait pas être traversée. 
Quelques centaines de mètres en amont, a été construit en 1978 le nouveau pont de Gäddvik, qui fait partie de la route européenne 4.

## Vues du pont

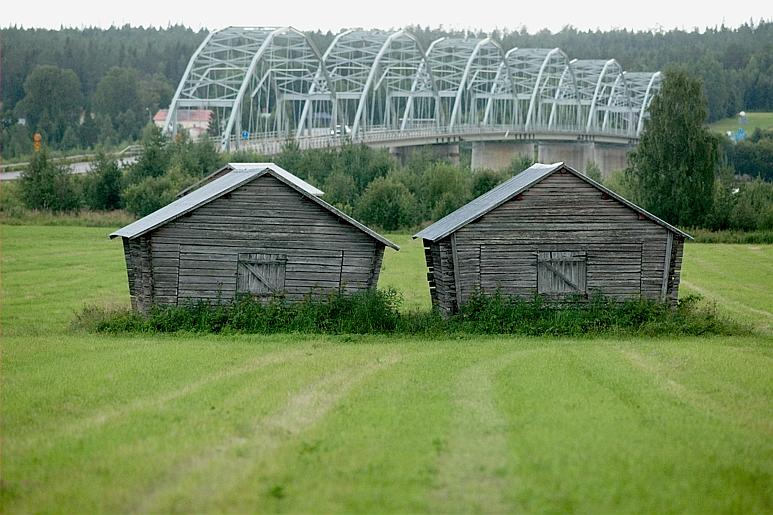
L'ancien pont.
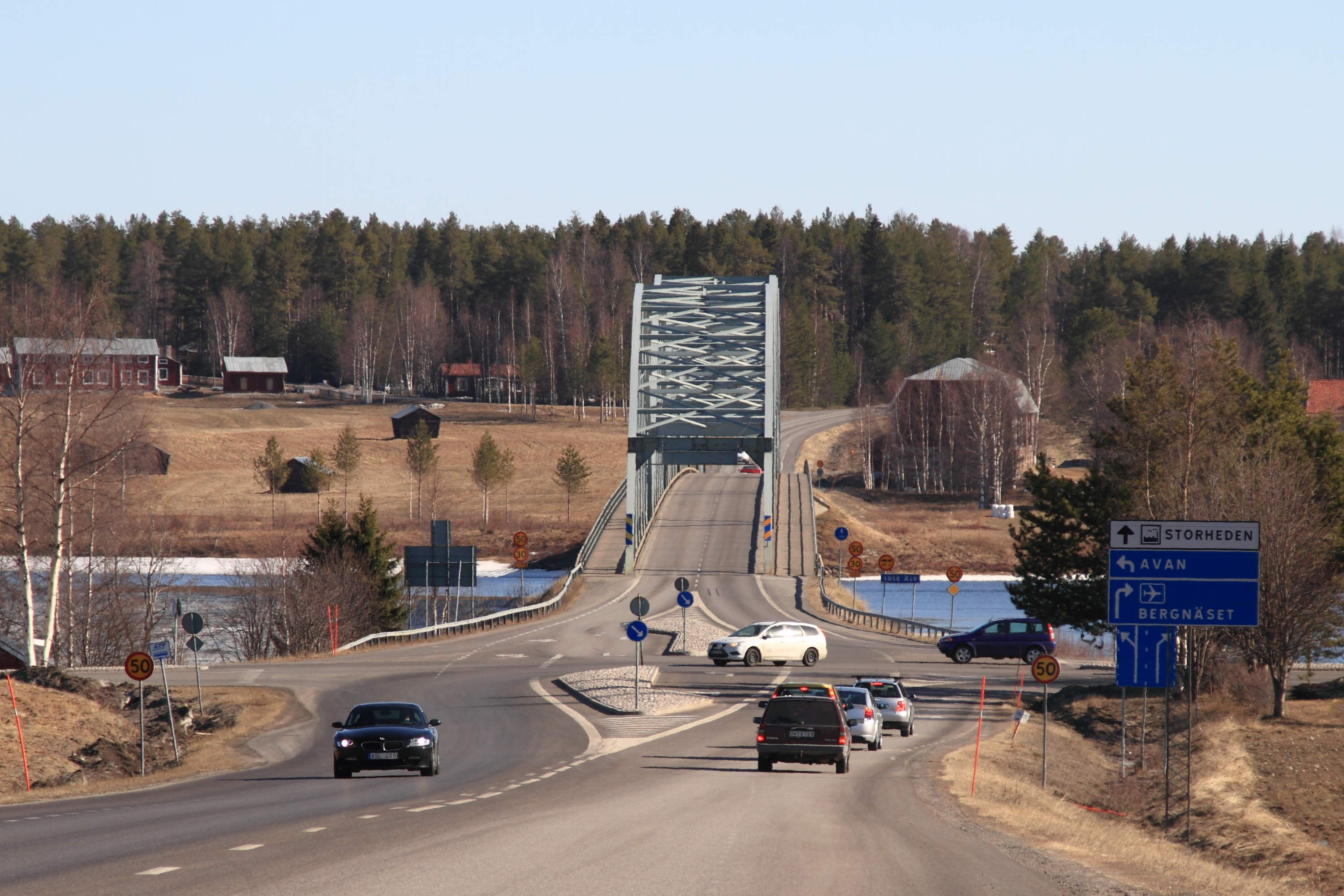
L'ancien pont.
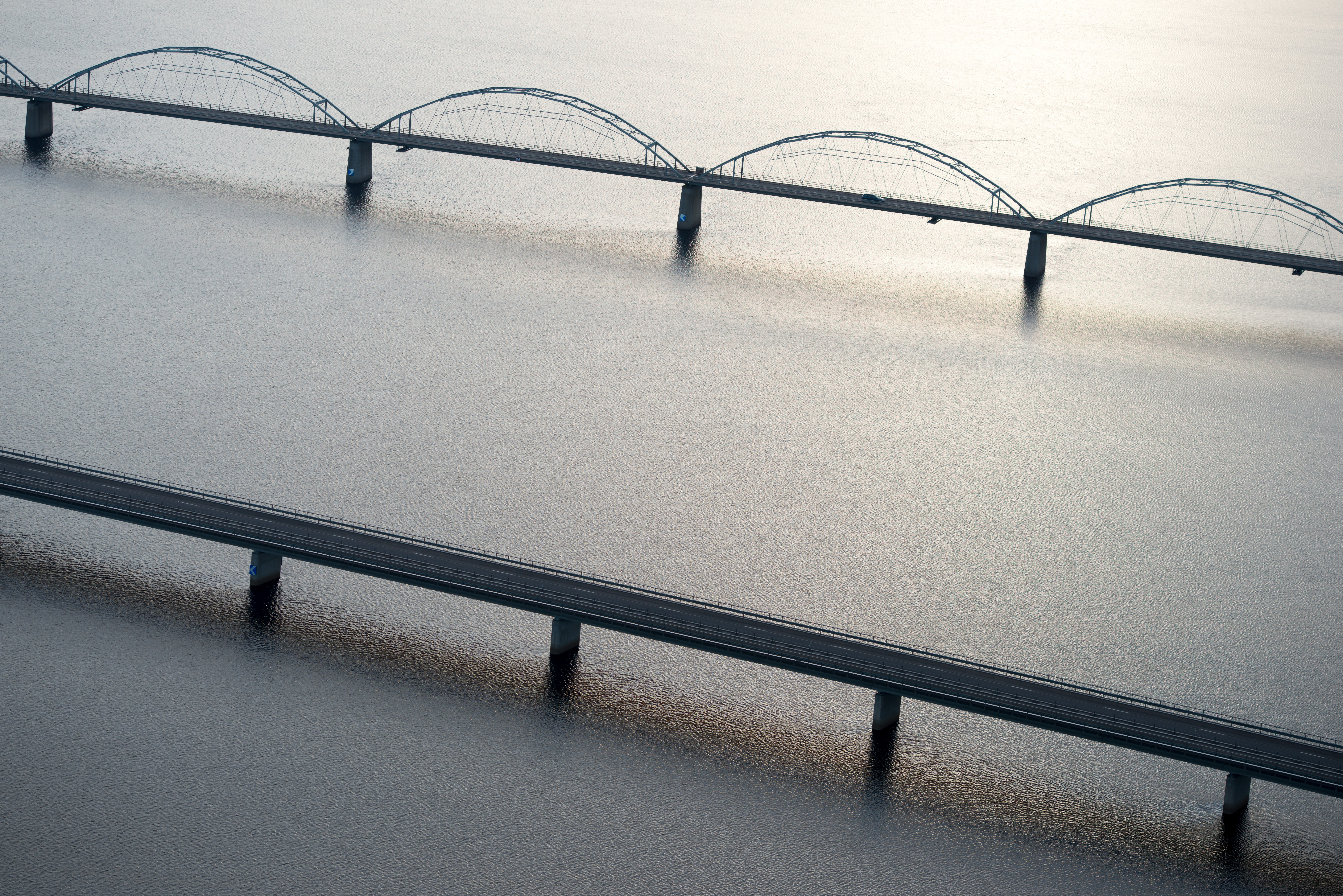
L'ancien et le nouveau pont.